# Schnatgang Osnabrück

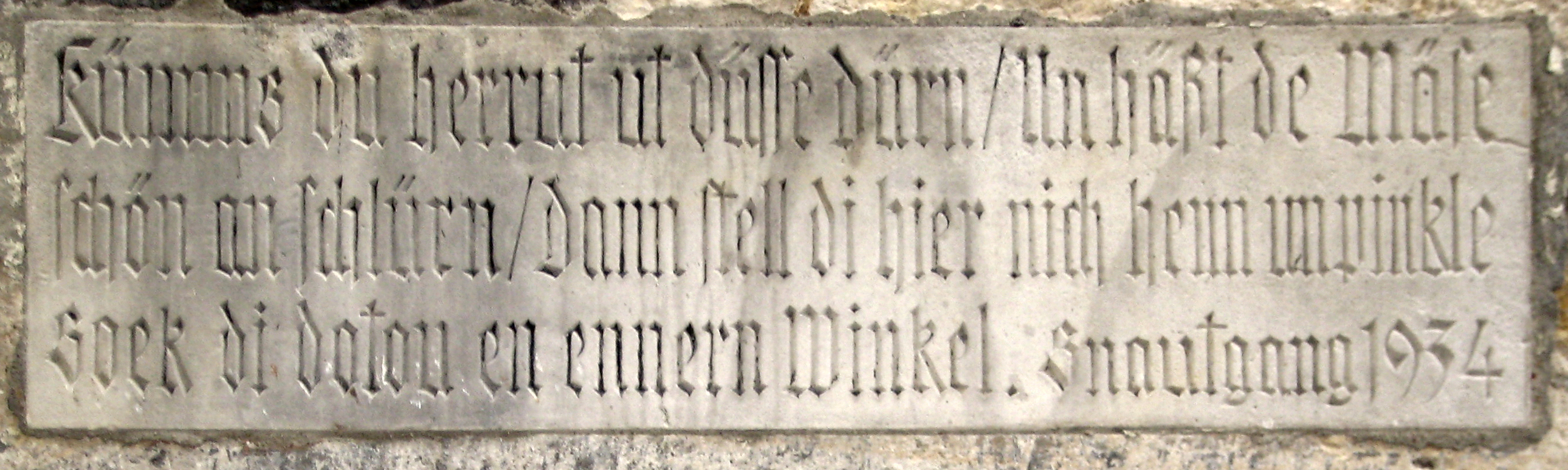
Schnatgangstein am Hotel Walhalla in Osnabrück

Der Schnatgang Osnabrück war ab 1587 ein Grenzgang in der Hase-Laischaft im niedersächsischen Osnabrück. Er wurde danach auch in anderen Laischaften Osnabrücks durchgeführt, um Streitigkeiten wegen angeblichen oder tatsächlichen Grenzverschiebungen auszuschließen. Schnat ist das plattdeutsche Wort für Grenze. Im 19. Jahrhundert wurde der Schnatgang in der Heger Laischaft zu einem Traditionsfest ausgeschmückt, das alle sieben Jahre stattfindet. Die Teilnehmer begrüßen sich mit „Olle Use“ (Alles Unser).
Olle Use ist auch der Name einer Schankwirtschaft in Osnabrück in der Nähe des Heger Tors.

## Geschichte des Schnatgangs

### Grenzmarkierungen

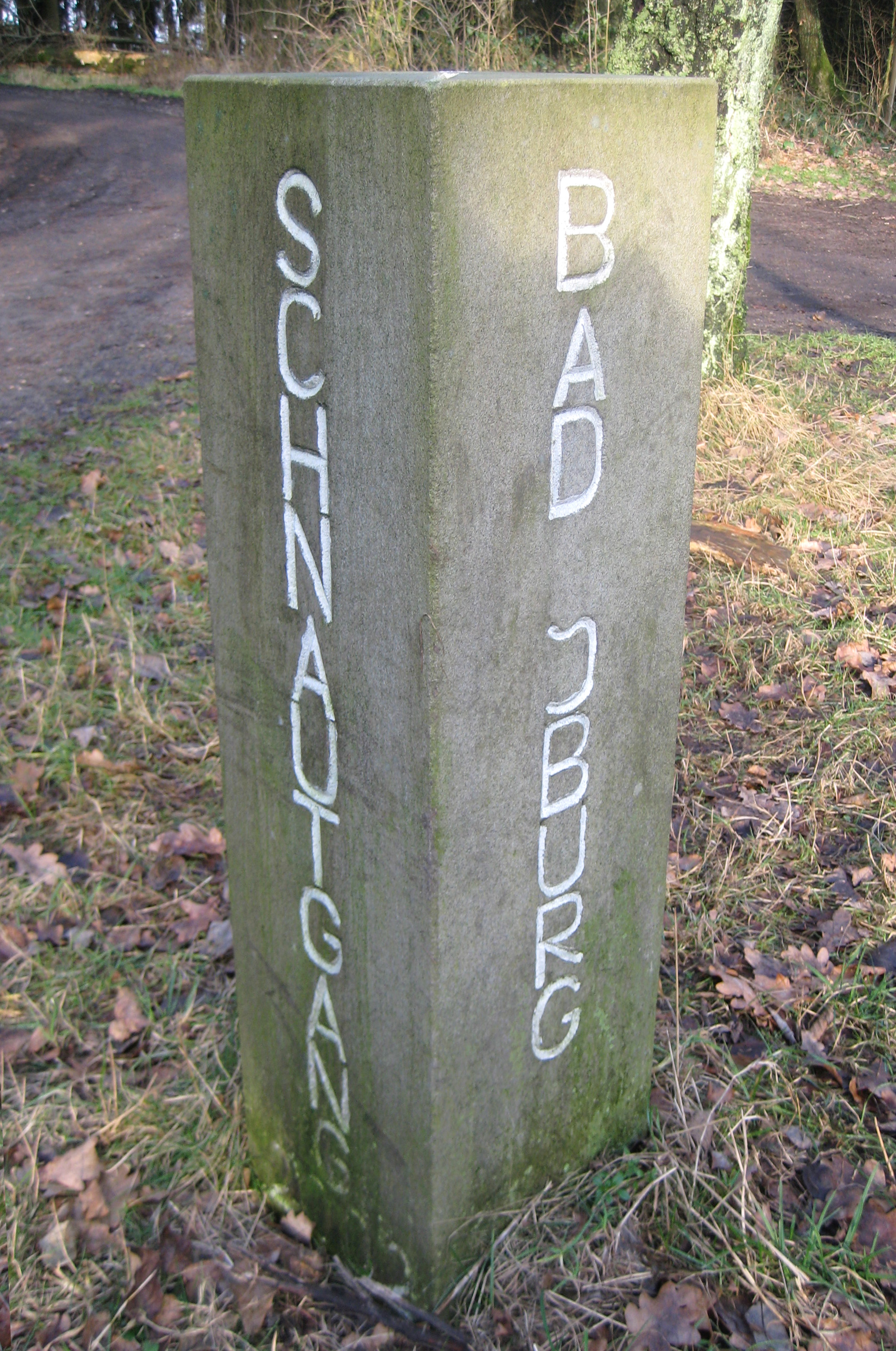
Bad Iburger Schnautgangsstein am Dörenberg von 2002

Früher wurden Waldschneisen, Bäche, Hecken oder Gräben als Grenzmarkierung benutzt. Bis zum 17. Jahrhundert dienten dafür gepflanzte Bäume zur Markierung, indem dort mit der Axt ein Kreuz hineinschlagen wurde.
Später wurden Grenzsteine oder Hutesteine) verwendet und die auch häufig aus anderen Materialien als die Gesteine aus der Umgebung bestanden, damit die Grenzsteine besser von den natürlichen Steinen zu unterscheiden waren. Weil es noch keine Grundbücher oder Katasterkarten gab, war das Wissen um die jeweiligen Grenzen nur im Gedächtnis der Zeitgenossen vorhanden. Selbst drastische Strafen hielten die Menschen nicht davon ab, die Grenzsteine zu versetzen. Indem dem Rat der Stadt diese Aufgabe zur Überprüfung und der Verwaltung der Feldmark zu viel wurde, legte er die Kontrolle der Grenzsteine  schrittweise in die Hände der Osnabrücker Laischaften und entledigte sich damit eines Problems und Konfliktfelds.
Um die Korrektheit der Gemeindegrenze zu kontrollieren, mussten die Grenzmarkierungen freigeschnitten werden, und den neuen Bürgern sollte die Kenntnis über den Verlauf der Grenzen vermittelt werden. Anfangs fanden amtliche Grenzbegehungen (Schnatgänge) statt, die ab 1587 von den Laischaften übernommen und alle ein oder zwei Jahre wiederholt wurden.

### Schnatgänge
Die Bürger der Laischaften bewirtschafteten am Rande der Stadt und in Wäldern außerhalb der Stadtgrenzen Osnabrücks (zum Beispiel vor dem Heger Tor im Heger Holz) gemeinsame Ländereien. Eine genaue Kenntnis der Abgrenzungen und Berechtigungen war sehr wichtig. Um Streit zu vermeiden, wurden ab 1587 im Osnabrücker Land regelmäßig Schnatgänge an den Grenzen mit allgemeiner Aufmerksamkeit durchgeführt. In der Heger Laischaft wurde zum ersten Mal im Jahr 1636, also noch mitten im Dreißigjährigen Krieg, unter Zuhilfenahme von 22 Personen mit ihrer Wehr ein Schnatgang durchgeführt, um die Wege, die Landwehren und Dämme zu besichtigen. Nach dem Dreißigjährigen Krieg bekamen die Laischaften größere Rechte und übernahmen auch größere Pflichten.

### Poaläsen
Anderenorts wurde der Schnatgang zum Anlass genommen, Neubürger zu „poaläsen“. Dabei wurde der zu „Poaläsende“ von einigen Schnatgängern („Schnadloipers“) angehoben und über einen Grenzstein gehalten. Dann wurde sein Hinterteil („Ääs“) auf den Stein („Poal“) mehrmals aufgesetzt. Wörtlich:
„Da wurde ihm gestutzt der Äs, daß er den Grenzstein nicht vergäß“
Damit sollte dem Neubürger der Standort des Grenzsteins nachhaltig bewusst gemacht werden und die Gepoalästen Laischafts-Mitglieder wurden fortan „Poalbürger“ (Alteingesessene) genannt. Sie revanchierten sich mit einer Spende für die Aufnahme in die Laischaft, am nächstgelegenen Rastplatz des Schnadegangs wurde ein Fest gefeiert.

### Olle Use

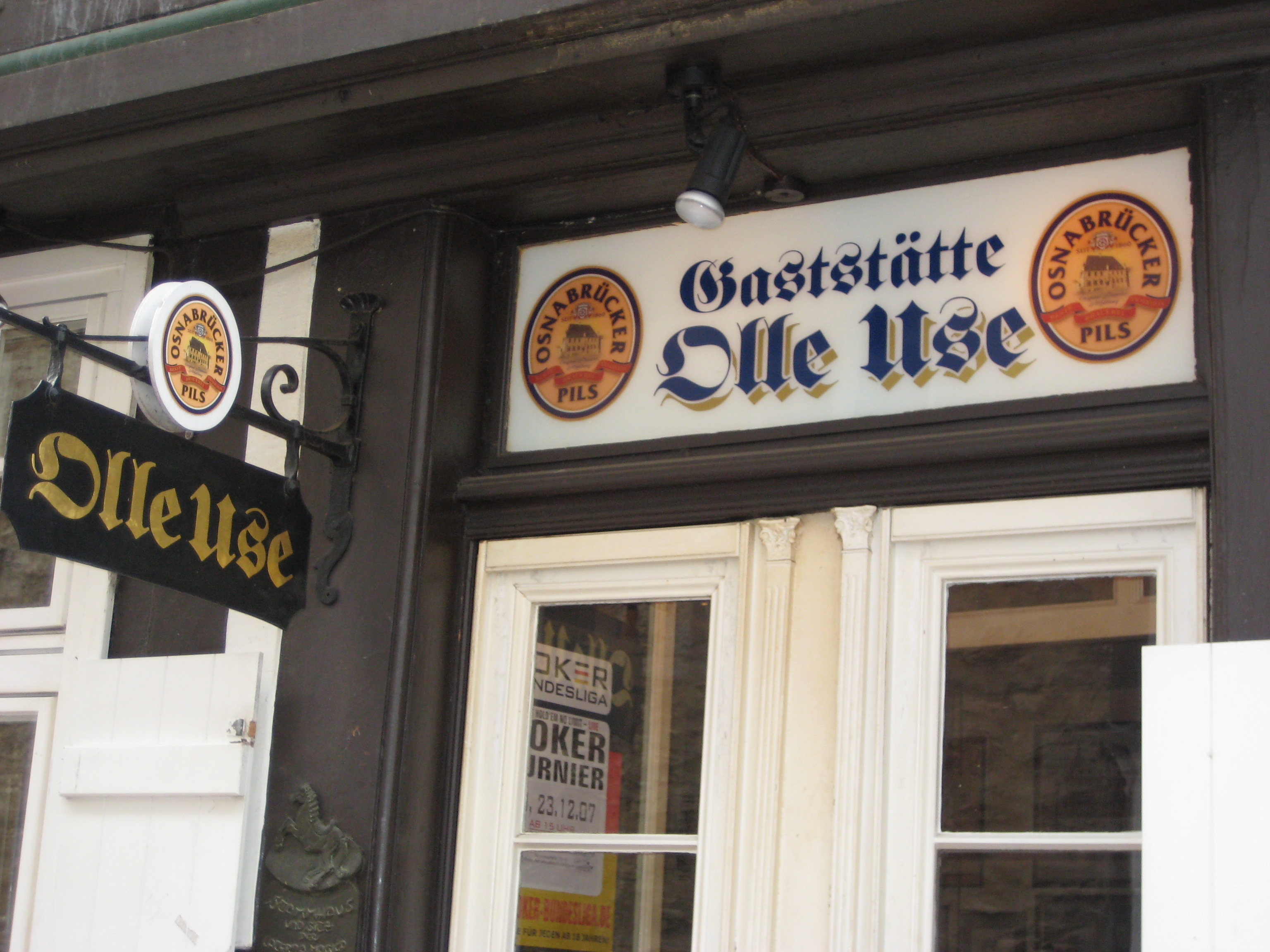
„Olle use“ in Osnabrück

Bei dem Schnatgang in Osnabrück marschierten die Laischafter mit Musik aus der Stadt und an einem Grenzstein oder einer anderen bedeutsamen Grenzstelle wurde Halt gemacht. Die Jugend musste dabei sein, denn auch sie sollte die genaue Grenzmarkierung kennenlernen und bekam bei einem bestimmten Grenzpunkt beim Aufsagen von Kikes dat is und Olle Use eine Ohrfeige. Auch den Knaben sollten nachhaltig die jeweiligen bestimmten Grenzpunkte ins Gedächtnis eingeprägt werden, wobei sie einen spürbaren Schlag auf die Wange erhielten. Alle Beteiligten hoben jeweils die Hände und riefen: „Olle Use, Olle Use!“ (hochdeutsch: Alles Unser.) Anschließend wurde mit Kringel und Bier gefeiert. Im 19. Jahrhundert wurden die Schnatgänge zunehmend seltener durchgeführt. Nach und nach wurden viele Weidegründe der Laischaften versteigert und verkauft.

### Gedenkstein und Tradition
Über einem Nebeneingang des Hotels Walhalla, einem Fachwerkgebäude von 1690 im Stil eines Ackerbürgerhauses in der Osnabrücker Altstadt in unmittelbarer Nähe des Rathauses, wurde zur Erinnerung an den Schnatgang 1934 ein Gedenkstein angebracht.
Er trägt die Inschrift:
„Küms du herrut ut düsse dürn / Un häßt de Näse schön an schlürn / dann stell di hier nich hin un pinkle / sock di datou en ennern Winkel.“
(Snautgang 1934)
dt: Kommst Du aus dieser Tür heraus, und ist die Nase schon am Laufen, dann stell dich hier nicht hin zum Pinkeln, such' dir dazu einen anderen Platz.
Heute wird alle sieben Jahre von der Altstadt durch das Heger Tor, entlang der Lotter Straße bis zu einem Gedenkstein in der Mauer der ehemaligen Verkehrsbetriebe, ein Schnatgang als Tradition ohne rechtliche Folgen durchgeführt, um anschließend eine Festlichkeit begehen zu können. Der Gedenkstein mit einer stilisierten Hand und der Inschrift „Heger Laischaft“ soll an einen ehemaligen Grenzstein erinnern. Nach dem Schnatgang wird ein großer Umzug durch die geschmückte Altstadt gemacht und an den Häusern befinden sich Tafeln, die mit deftigen plattdeutschen Sprüchen versehen sind.
Im Stadtteil Wüste erinnern zwei Straßennamen an die alten Traditionen: die Laischaftstraße an die Laischaften und der Schnatgang an die Begehung der Laischaften.
In der Stadt Bad Iburg wurde der Schnatgang 2002 wiederbelebt. Ein Gedenkstein auf dem Karlsplatz des Dörenbergs erinnert daran mit der Inschrift „Schnautgang 2002 Bad Iburg“.